# Lalœuf
Lalœuf ist eine französische Gemeinde mit 301 Einwohnern (Stand: 1. Januar 2022) im Département Meurthe-et-Moselle in der Region Grand Est (bis 2015  Lothringen). Sie gehört zum Arrondissement Nancy und zum Kanton Meine au Saintois.

## Geografie
Lalœuf liegt etwa 32 Kilometer südsüdwestlich von Nancy in der Landschaft Saintois. Umgeben wird Lalœuf von den Nachbargemeinden Dolcourt im Nordwesten und Norden, Goviller im Norden, Vitrey im Nordosten und Osten, Ognéville im Osten, Thorey-Lyautey im Südosten und Süden, Battigny im Süden und Südwesten, Gélaucourt im Westen sowie Favières im Westen und Nordwesten.

## Bevölkerungsentwicklung
| Jahr                       | 1962 | 1968 | 1975 | 1982 | 1990 | 1999 | 2006 | 2019 |
| -------------------------- | ---- | ---- | ---- | ---- | ---- | ---- | ---- | ---- |
| Einwohner                  | 253  | 229  | 185  | 180  | 207  | 233  | 284  | 291  |
| Quellen: Cassini und INSEE |      |      |      |      |      |      |      |      |

## Sehenswürdigkeiten
- Kirche Saint-Remy im Ortsteil Puxe aus dem 12. Jahrhundert, seit 1926 Monument historique

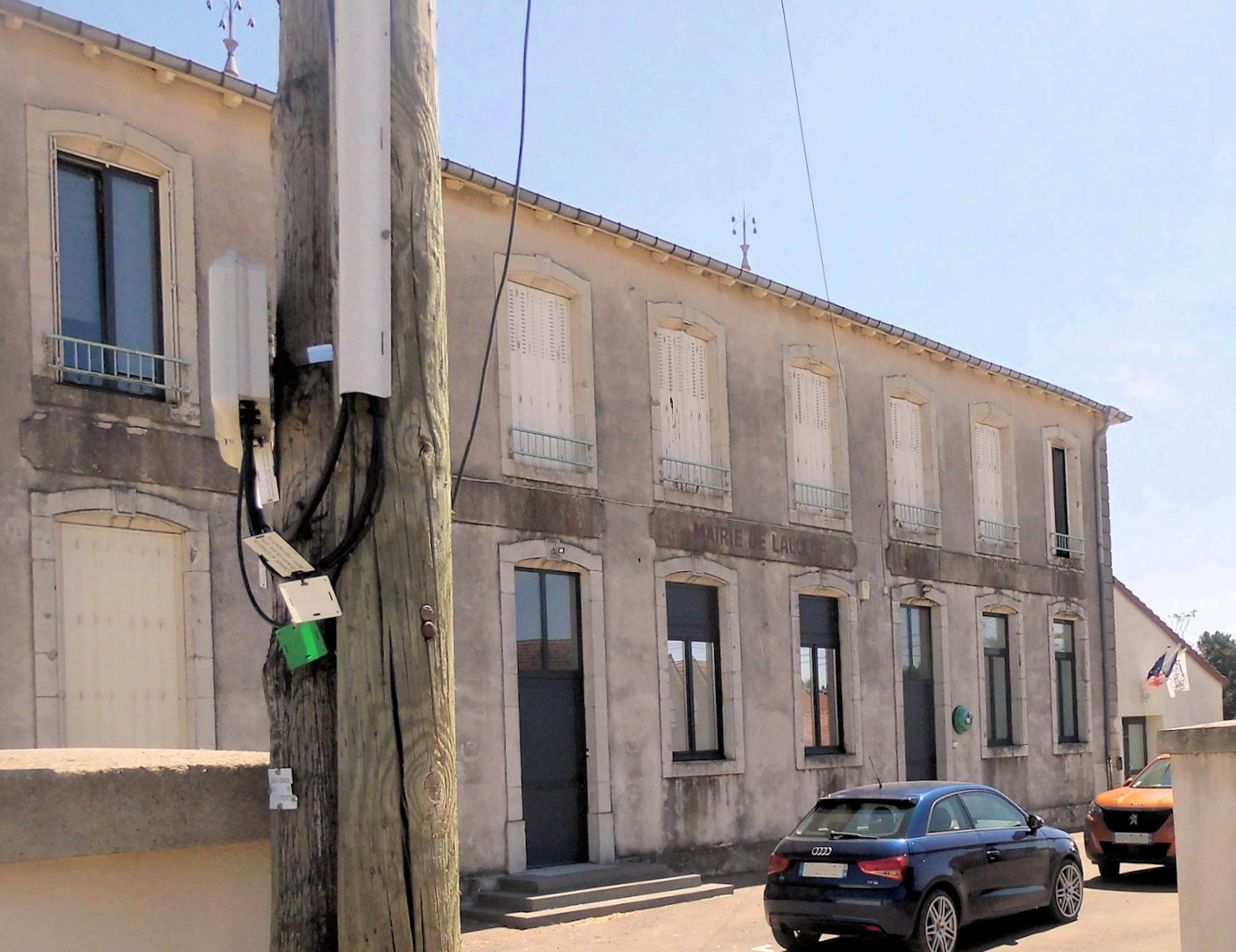
Rathaus